# Mineralogical Magazine
Mineralogical Magazine (abrégé en Mineral. Mag.) est une revue scientifique à comité de lecture créée en 1876. Ce bimensuel publie des articles de recherches dans les domaines de la minéralogie, cristallographie, géochimie, pétrologie, géologie environnementale et économique.
D'après le Journal Citation Reports, le facteur d'impact de ce journal était de 2,210 en 2018. Actuellement, les directeurs de publication sont Roger Mitchell et Pete Williams.